# Amin Taheri
Amin Taheri (pers. امین طاهری; ur. 26 czerwca 1995) – irański zapaśnik walczący w stylu wolnym. Brązowy medalista mistrzostw Azji w 2018, 2021 i wojskowych MŚ w 2017. Drugi w Pucharze Świata w 2019. 
Trzeci na MŚ U-23 w 2017 i 2018. Wicemistrz świata juniorów w 2014 i 2015 roku.